# Activitatea lui Vintilă Brătianu ca ministru de finanțe
Vintilă I.C. Brătianu (n. 16 septembrie 1867, București – d. 22 decembrie 1930, București) a fost ministru de fiananțe al României în perioadele 1922-1927 și 1927-1928.
A fost al treilea fiu al Ion C. Brătianu, frații săi fiind Ionel Brătianu și Dinu Brătianu. În 1886 a început studiile în Franța. Întors în țară cu diploma de inginer a participat la lucrările de construcții ale podului de peste Dunăre de la Cernavodă.
Își începe cariera în administrația de stat în anul 1897 a fost numit director al Regiei Monopolurilor Statului. În cariera sa a mai ocupat următoarele funcții de demnitate publică: secretar general în Ministerul Finanțelor, primar al Capitalei (1907-1911), ministru de război în timpul Primului Război Mondial sau ministru de finanțe (1922 -1926), După moartea fratelui său Ion I.C. Brătianu avea să ocupe funcția de prim-ministru, între 1927 și 1928.
Vintilă Brătianu a mai fost director al Băncii Românești, membru al Consiliului Centralei Băncilor Populare și a Cooperativelor Sătești, cenzor și director la Banca Națională a României.
Dintre funcțiile deținute, cele în care și a manifestat pe deplin posibilitățile au fost acelea de primar al Bucureștilor și ministru de finațe.
Atât ca primar al Bucureștilor dar mai ales în perioadele în care a fost ministru de finanțe, a fost promotorul politicii economice leberale, cunoscută sub numele „Prin Noi Înșine!”, menită să asigure o dezvoltare economică bazată pe dezvoltarea și consolidarea capitalului autohton și a intreprinderilor industriale aflate în proprietate românească.

## Cadrul general
La 19 ianuarie 1926 se constituie guvernul liberal condus de președintele partidului, Ion I. C. Brătianu, guvern ce avea să rămână la putere până la 27 martie 1926. În acest guvern, Vintilă Brătianu va ocupa funcția de ministru de finanțe.:p. 132
Noua guvernare liberală, afirmându-și categoric hotărârea de a aplica politica „Prin Noi Înșine” și-a fixat un cadru și obiective moderate, care reflectau atât raportul de forțe dintre ea și finanța liberală cât și intenția de a „colabora” în continuare cu capitalul străin. Obiectivul urmărit nu era eliminarea acestuia ci asigurara unui rol precumpănitor pentru capitalul românesc.
În acest guvern I.C. Brătianu va da totală putere lui Vintilă Brătianu în domeniile organizării de stat, economic și financiar, ceea ce a asigurat o viziune integrată și coerentă a acțiunii guvernamentale din această perioadă.
Nicolae Iorga îl considera pe Vintilă Brătianu ca fiind „adevăratul șef al Guvernului, născocitorul de legi și întreprinderi, dominat de ideea de a crea noua viață economică a României și de a-i așeza în frunte partidul său”.:p. 452
La preluarea mandatului,țara se găsea într-o situație economică și financiară foarte precară, caracterizată prin:
- existența unui un buget dezechilibrat și alimentarea lui artificială și dăunătoare, prin apelul continuu la emisiunea Băncii Naționale;
- prăbușirea continuă și inevitabilă a leului;
- datoriile flotante interne și externe, ajunse la scadență și neplătite;
- nereluarea plății cuponului și a amortizării datoriei consolidate dinainte de război;
- imposibilitatea de a satisface nevoile curente ale serviciilor publice.

Dezorganizarea serviciilor publice și a finanțelor condusese și la dezorganizarea aparatului administrativ. Dezechilibrul bugetar și scumpirea continuă a traiului, nu numai că scăzuse mijloacele reale ce sc puneau la dispoziția funcționarilor Statului, dar făceau imposibilă chiar plata unor salarii reduse.:p. IV
Sub conducerea lui Vintilă Brătianu Ministerul de Finanțe va acționa având la bază o concepție unitară, serios formulată și mai ales perseverent urmată, bazată pe șase piloni de bază: politica bugetară, politica fiscală, politica creditului public, crearea cadrului legislativ, normalizarea mecanismelor economico-financiare și dezvoltarea sectorului public.:pp 165-167
„Politica financiară dusă în perioada 1922—1926 a fost o politică de bună gospodărie a averii statului, de economisire a banului public, de cru¬țare a veniturilor contribuabililor, de îndrumare a economiei naționale, de sporire a producției, de organizare a aparatului fiscal, de consolidare a da¬toriei flotante, de fixare și înscriere definitivă în buget a datoriei publice a Statului și de plata lor regulată la scadență; de plata la zi a salariilor funcționarilor, de repunerea în funcțiune a mecanismului economic al statului, o politică de refacere, de construcție, și de întărire prin excedentele însemnate date de bugetele de là 1922—1926.

Această politică a dus la restabilirea creditului țării înăuntru și în afară.
Nu cunosc o altă țară care să fi făcut un efort asemuitor, după un război crâncen ce a purtat, după o ocupație dușmană de aproape 2 ani și după o secă¬tuire, ca aceea la care a fost supusă Țara Românească.
Și toate s-au făcut fără nici un împrumut din afară, ci numai prin mijloacele și suferințele noastre, grație unei politici de prevedere și patriotică, condusă de o minte luminată și o mână puternică, Vintilă Brătianu.:p. 459”—Dimitrie Gheorghiu, Politica financiară între 1922-1926

## Politica bugetară
Situația bugetară preluată de Vintilă Brătianu era una dezastruoasă. Țara era în al patrulea an în care nu se reușise întocmirea unui buget ordinar, fiecare exercițiu financiar terminându-se cu deficite enorme (peste 150% față de veniturile realizate). Inflația și datoria publică erau și ele scăpate de sub control.
Modul de întocmire și gestionare a resurselor bugetare a fost determinat de o serie de factori interni și externi cum ar fi:
- Schimbările intervenite în organizarea statului, datorate atât înfăptuirii României Mari cât și din prefacerilor rezultate din reformele interne;
- Starea de nesiguranță în regiune, resimțită încă și după terminarea războiului;
- Servituțile financiare rezultate în urma efortului de război;
- Emisiunea inflaționistă de monedă, consecință a războiului, a unificării și a dezechilibrului valutar, ce a adus la sporirea în mod brusc si anormal, a angajamentelor externe.[5]:p. 167

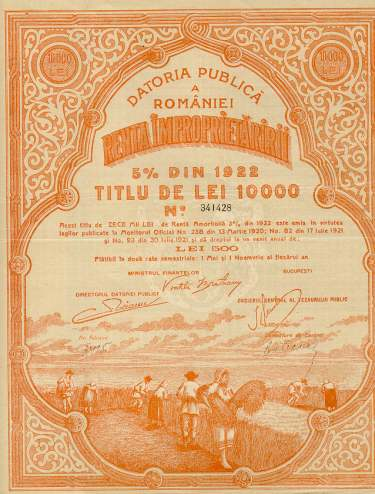
Titlu de stat din Renta Împroprietăriri din anul 1922. Este semnat de Vintilă Brătianu ca ministru de finanțe

 Iată cum arătau principalii indicatori financiari la începutul anului 1922:
Indicatorii bugetari:p. 168
| Exercițiul bugetar | Încasări (Lei) | Cheltuieli (Lei) | Deficit bugetar (Lei) |
| ------------------ | -------------- | ---------------- | --------------------- |
| 1919 - 1920        | 2.002.784.174  | 5.205.301.390    | - 3.202.517.756       |
| 1920 - 1921        | 4.224.231.654  | 6.861.568.453    | - 2.637.276.798       |

Emisiunea monetară și datoria publică:p. 169
| Exercițiul bugetar | Totalul emisiunii monetare | Totalul datoriei publice interne |
| ------------------ | -------------------------- | -------------------------------- |
| 1917               | 2.002.807.507              | 1.051.919.431                    |
| 1918               | 2.613.785.815              | 1.596.101.955                    |
| 1919               | 4.431.268.036              | 3.792.765.099                    |
| 1920               | 10.096.089.736             | 8.190.899.510                    |
| 1921               | 11.315.155.738             | 12.355.728.682                   |

Vintilă Brătianu a înțeles că o astfel de situație nu mai putea să continue, fără a nu pune în pericol însăși temelia statului și ducând la o paralizare aproape completă a vieții economice. De aceea a trecut la o reorganizare a bazelor de construire a bugetului public. Primul buget, cel pentru exercițiul 1922-1923 a fost unul „de încercare”, pornind în planificare de la nivelul cheltuielilor efectiv realizate în anul precedent (circa 7, 7 miliarde lei) și păstrând cheltuielile generale ale statului la același nivel. S-a mai estimat o sumă de circa 2,7 miliarde de lei ca venituri excedentare posibile, dar care nu erau prevăzute a fi angajate decât în măsura realizării lor efective.:pp 170-171
Această metodă avea să fie folosită în toți anii următori, fapt ce a dus la o creștere de peste 4 ori a încasărilor la buget în următorii 3 ani, aceasta fiind practic singura perioadă în care România Mare avea să aibă excedente bugetare.(vezi tabelul de mai jos)
Evoluția veniturilor și cheltuielilor bugetare între anii 1922-1928 (în milioane de lei):p. 388
| Exercițiul bugetar | Venituri prognozate | Venituri realizate | Cheltuieli prognozate | Cheltuieli realizate | Excedent bugetar |
| ------------------ | ------------------- | ------------------ | --------------------- | -------------------- | ---------------- |
| 1922               | 10.498              | 14.194             | 7.670                 | 11.565               | + 2.629          |
| 1923               | 15.406              | 17.768             | 14.601                | 16.711               | + 1.057          |
| 1924               | 24.000              | 27.427             | 22.642                | 23.840               | + 3.587          |
| 1925               | 31.750              | 33.978             | 28.522                | 31.620               | + 2.358          |
| 1926               | 28.250              | 31.224             | 23.522                | 29.972               | + 1.252          |
| 1927               | 34.640              | 36.008             | 31.687                | 34.598               | + 1.410          |

Prin aplicarea consecventă a unei politici bugetare prudente și riguroase s-a reușit ca la sfârșitul marii guvernări liberale să se obțină o seamă de realizări cum ar fi: bugete echilibrate și excedentare, o mai bună organizare a serviciilor publice aducătoare de venituri, asigurarea de venituri suficiente pentru funcționarea statului fără recurgerea la emisiunea monetară, punerea la punct a serviciului datoriei publice și stoparea inflației.

## Politica fiscală
Vintilă Brătianu considera că o consolidare financiară nu se poate concepe fără asigurarea unor surse de venituri, care să alimenteze, în mod continuu, nevoile tot mai mari și mai urgente ale țării, fără a impune totuși contribuabililor sarcini prea grele și fără a amenința venitul general al țării.
Paralel cu normalizarea vieții generale economice, noua legislație financiară țintea și la așezarea noilor impozite și taxe, în raport cu noua organizare a statului, adică urmarea unificarea și in materie fiscală, pentru ca deferitele regimuri fiscale din provinciile care formau România Mare să se contopească intr-unul singur, așezat pe baze solide și temeinice.
S-a început cu reforma impozitelor directe, înfăptuită în 1923, ca cea mai imperios necesară, pentru realizarea unificării celor 4 regimuri diferite de impunere și egalizarea sarcinilor fiscale pe tot teritoriul național.:p. 185
Alături de aceasta a fost implementate o serie întreagă de reglementări cu caracter fiscal, menite să ducă la consolidarea sistemului de venituri ale statului, cum ar fi: 
- legea timbrului și a impozitului pe acte și fapte juridice
- introducerea impozitului pe supra-valoarea bunurilor imobiliare
- reformarea sistemului de taxare a băuturilor alcoolice
- așezarea monopolurilor statului pe o bază mai comercială și cu randament sporit
- diversificarea surselor de venit[5]:pp 186-187

## Politica creditului public
La venirea lui Vintilă Brătianu în fruntea Ministerului de Finanțe, cea mai mare parte din datoria statului nu era nici regulată, nici consolidată, multe din angajamentele flotante fiind ajunse la scadență, treptat a reușit să le ordoneze, să le consolideze pe termen lung, și să le asigure plata, ca dobânzi și amortismente, cu cea mai mare regularitate și punctualitate.
Principalele măsuri de reglementare a creditului intern au constat în:
- ștampilarea și consolidarea titlurilor de stat dinainte de război
- consolidarea datoriilor flotante în bonuri de tezaur
- consolidarea creanțelor speciale
- acoperirea creanțelor interne
- reglementarea angajamentului datoriei flotante la Banca Națională
- reglementarea finanțării exproprierii
- reglementarea datoriilor inter-aliate din timpul războiului[5]:pp 187-196

Acest efort nu ar fi fost posibil, fără asigurarea unor surse de venituri organizate in mod serios. Astfel sumele alocate de la bugetul statului pentru serviciul datoriei publice interne și externe au crescut de peste 20 de ori din 1922 până în 1926. (vezi tabelul de mai jos)
Alocații bugetare pentru plata datoriei publice:pp 187-188
| Exercițiul bugetar | Alocații bugetare (lei) |
| ------------------ | ----------------------- |
| 1921               | 227.769.671             |
| 1922               | 408.125.700             |
| 1923               | 2.659.864.408           |
| 1924               | 3.365.633.156           |
| 1925               | 3.674.380.456           |
| 1926               | 4.654.484.807           |

## Crearea cadrului legislativ
Măsurile legislative, care au contribuit la avântul economic din perioada 1922-1924, pot fi grupate în trei mari categorii: legislația cu privire la dezvoltarea industriei, legislația referitoare la tarifele vamale și măsuri protecționiste și legislația cu privire la politica de finanțare și credit pentru ramurile economiei naționale
Principalele legi cu caracter fiscal adoptate de guvernările liberale au fost;
- Legea pentru unificarea contribuțiunilor directe și pentru înființarea impozitului pe venitul global[10]
- Legea privind impozitul asupra luxului și cifrei de afaceri
- Legea asupra producției și desfacerea spirtului și băuturilor spirtoase
- Legea timbrului și a impozitului pe acte și fapte juridice
- Legea pentru așezarea și administrarea impozitelor asupra spectacolelor publice
- Legea pensiilor
- Statutul funcționarilor  publici[11][12]
- Legea privind reforma Băncii Naționale[13]
- Legislația privind tarifele vamale[14]
- Legea privind organizarea Ministerului de Finanțe

## Opere
- Vintilă I. C. Brătianu, Budget général de l'État, Cartea Românească, București, 1923
- Vintilă I. C. Brătianu, Bugetul: spre o nouă politică financiară a Statului, în Biblioteca Politică, vol. 5, Institutul de arte grafice “Flacăra”, București, 1913
- Vintilă Ioan Brătianu,  Situația financiară a României: discurs rostit în Adunarea deputaților cu ocazia discuției generale a bugetului in ședința din decembrie, 1924, Ministerul Finanțelor, Imprimeria  Independența, București, 1924
- Vintilă I. C. Brătianu,  Asupra stabilizărei monetei românești, Cartea Românească, București, 1928
- Vintilă Brătianu, Politica financiară, monetară și economică a României, Imprimeriile „Independența”, București, 1927
- Vintilă Brătianu, Rolul întreprinderilor economice și financiare în nevoile economice naționale, în  „Buletinul Institutului Economic Român”, nr.5, București, 1927
- Vintilă Brătianu, Refacerea țării și consolidarea financiară, București, 1924
- Vintilă Brătianu, Din economia națională, București, 1937